# 君士坦丁 (阿尔及利亚)
君士坦丁（阿拉伯语：قسنطينة）位于阿尔及利亚东北部，是君士坦丁省的首府，西距首都阿爾及爾322公里。根据2008年人口普查，它有448,374名居民，是阿尔及利亚第三大城市。它是一座工业城市和交通枢纽，地毯紡織等手工業盛行，附近還有非洲最大的瓷器場。君士坦丁有一座大学、一座伊斯蘭學校以及不少古羅馬與中世紀時期的古蹟，如城區周圍的石砌圍牆。
阿尔及利亚民族英雄阿布德·卡迪尔墓就位于君士坦丁。

## 地理
君士坦丁位于阿尔及利亚东部的一座高原上，海拔650米。只有使用跨越古迈勒河谷的桥梁才能进入城市。

## 历史

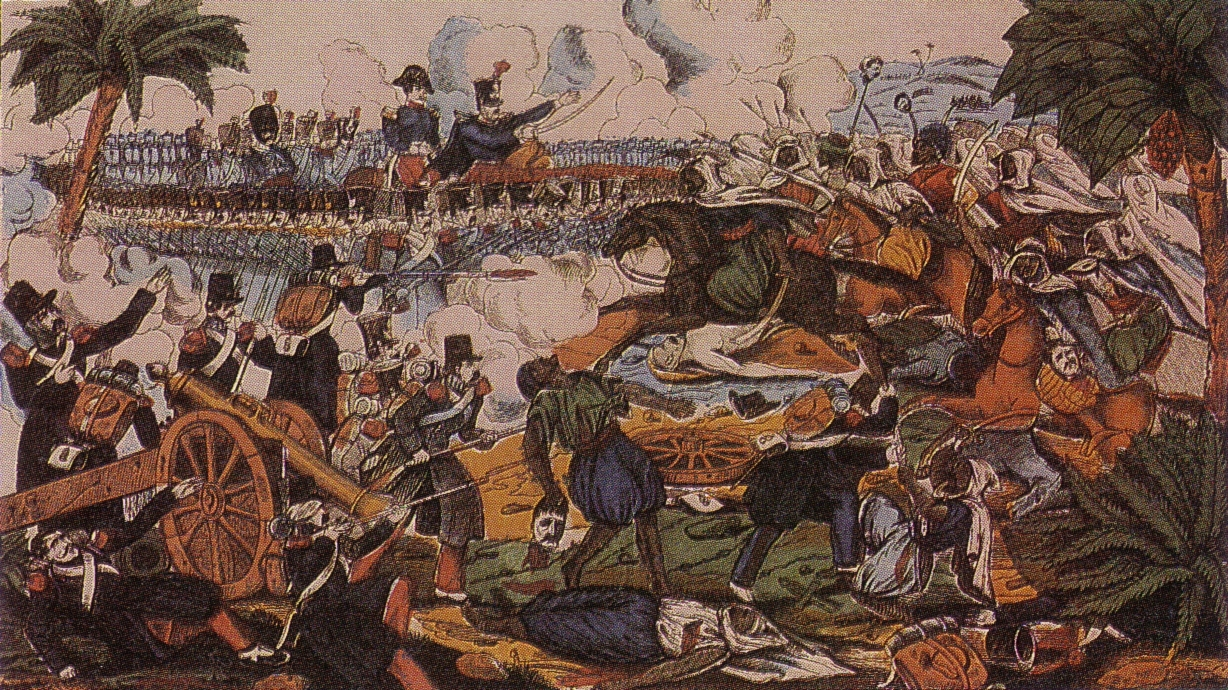
1836年法国军队兵临城下

在古代君士坦丁是努米底亞最富有、最兴旺的城市，拥有非常重要的作用。它的迦太基名称是（城市），罗马人称之为。马西尼撒的儿子米奇普撒在希腊殖民者的帮助下于前203年把它建造成努米底亞的首都。
它的公共建筑比非洲北部所有其它城市都要辉煌，人口比所有其它城市多。前113年尤古尔塔占领君士坦丁。罗马将军昆图斯·卡埃基利乌斯·梅特鲁斯·努米底库斯和盖乌斯·马略用它作为主要据点。前107年马略在君士坦丁击败尤古尔塔。
前46年亲庞贝的朱巴一世在非洲失败后恺撒把君士坦丁的部分地区分给他的一名亲信，君士坦丁成为一座罗马殖民地，获得了特权和的名称。
从此老城开始衰败。311年马克森提乌斯与自立为罗马皇帝的非洲行省总督多米提乌斯·亚历山大作战时老城完全被毁。312年君士坦丁一世重建该城，并把它命名为。
430年汪达尔人占领君士坦丁。从534年至697年它是拜占庭帝国的一部分。从8至15世纪柏柏尔人和阿拉伯人王朝统治这里。从1529年它受奥斯曼帝国统治，土耳其总督的驻地设立在这里。
1837年10月13日法国军队占领君士坦丁以及今天阿尔及利亚的整个北部。1851年这个地区被并入法国海关区，1865年被政治和经济上被并入法国。从1962年开始君士坦丁是独立的阿尔及利亚的一部分。

## 居民
根据2007年的统计君士坦丁有442,862名居民。
人口发展：
| 年             | 居民数    |
| -------------- | --------- |
| 1977年（普查） | 345,566人 |
| 1987年（普查） | 443,727人 |
| 1998年（普查） | 462,187人 |
| 2007年（统计） | 442,862人 |

## 名胜
君士坦丁最重要的名胜包括博物馆、清真寺、老城、大学、王宫、古罗马水道和君士坦丁一世的塑像。

## 经济和基础结构
君士坦丁是一座工业城市，市内有水泥和金属工业、轻工业和食品工业。它也是一座交通枢纽，拥有一座大学、一座伊斯兰学校和多座技校和图书馆。
阿尔及利亚独立后一些企业被国有化，从1980年代初开始经济又开始放松，国家促进私有企业。

## 交通
君士坦丁的主要機場為穆罕默德·布迪亞夫國際機場，主要鐵路車站為君士坦丁車站。君士坦丁還擁有14.7公里長的有軌電車網絡。
君士坦丁經常被稱為“橋樑之城”，因為有許多橋樑連接著這座城市所在的山丘、山谷和峽谷。

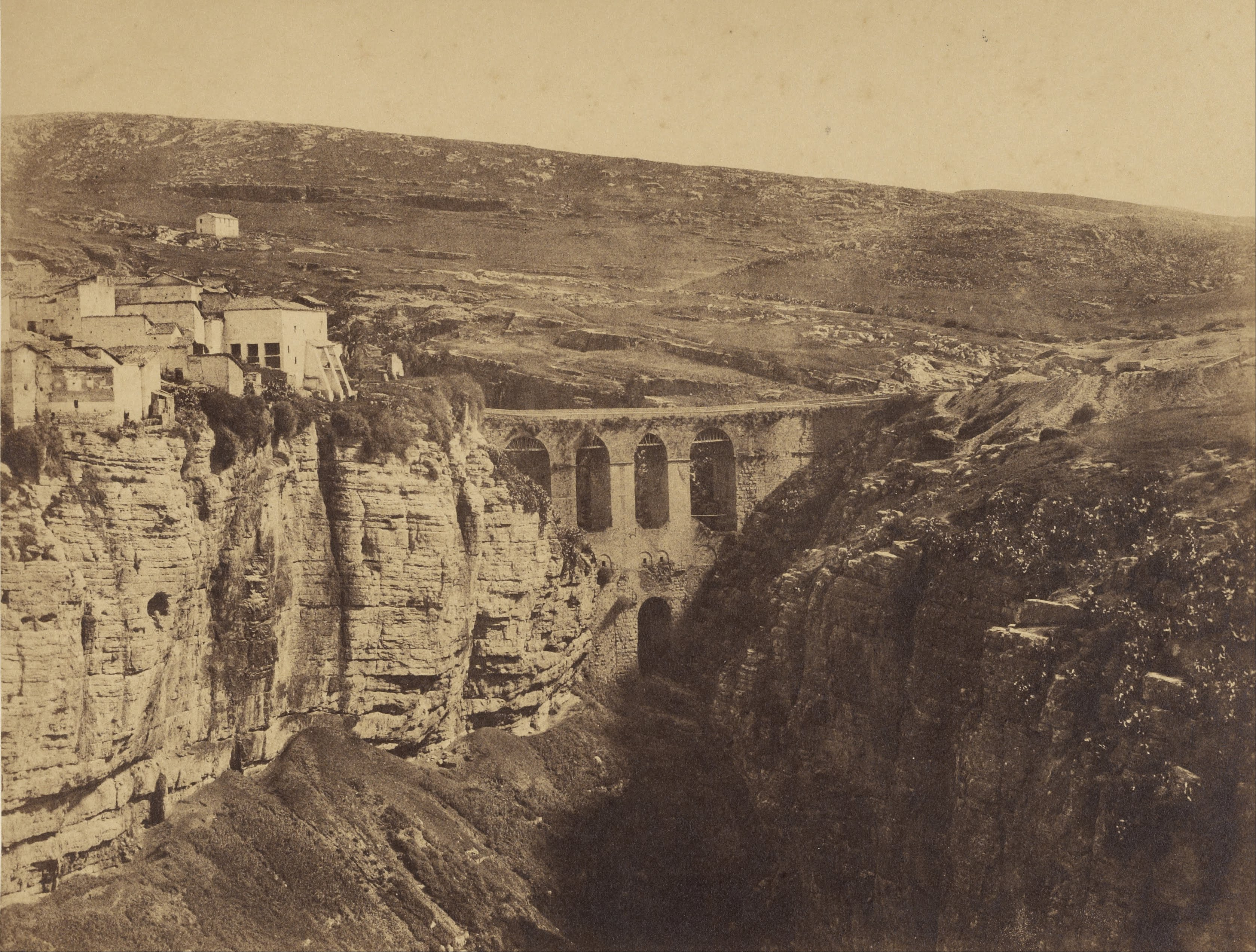
埃爾坎塔拉橋（1856年），約翰·比斯利·格林 (John Beasley Greene)攝
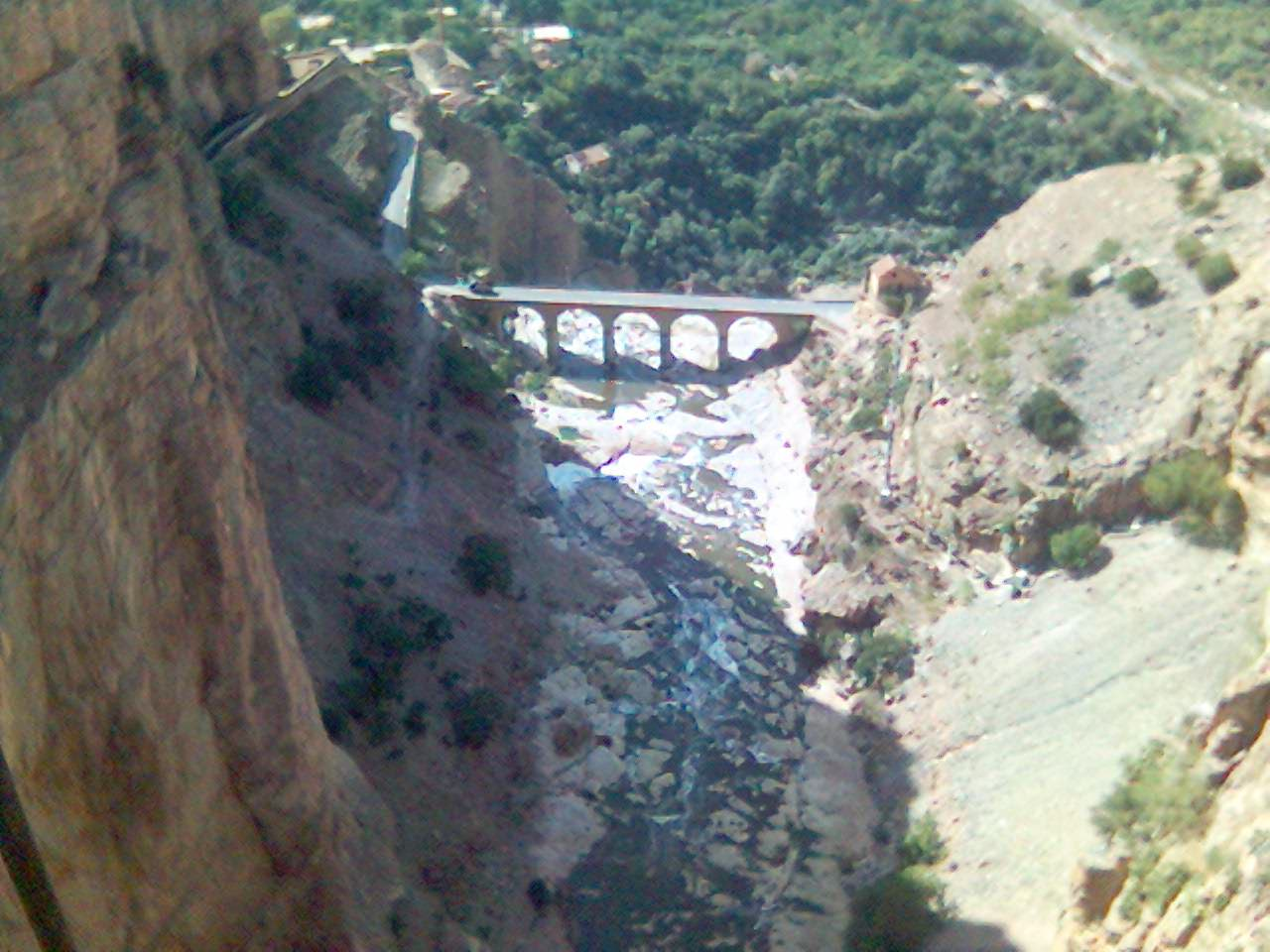
瀑布橋
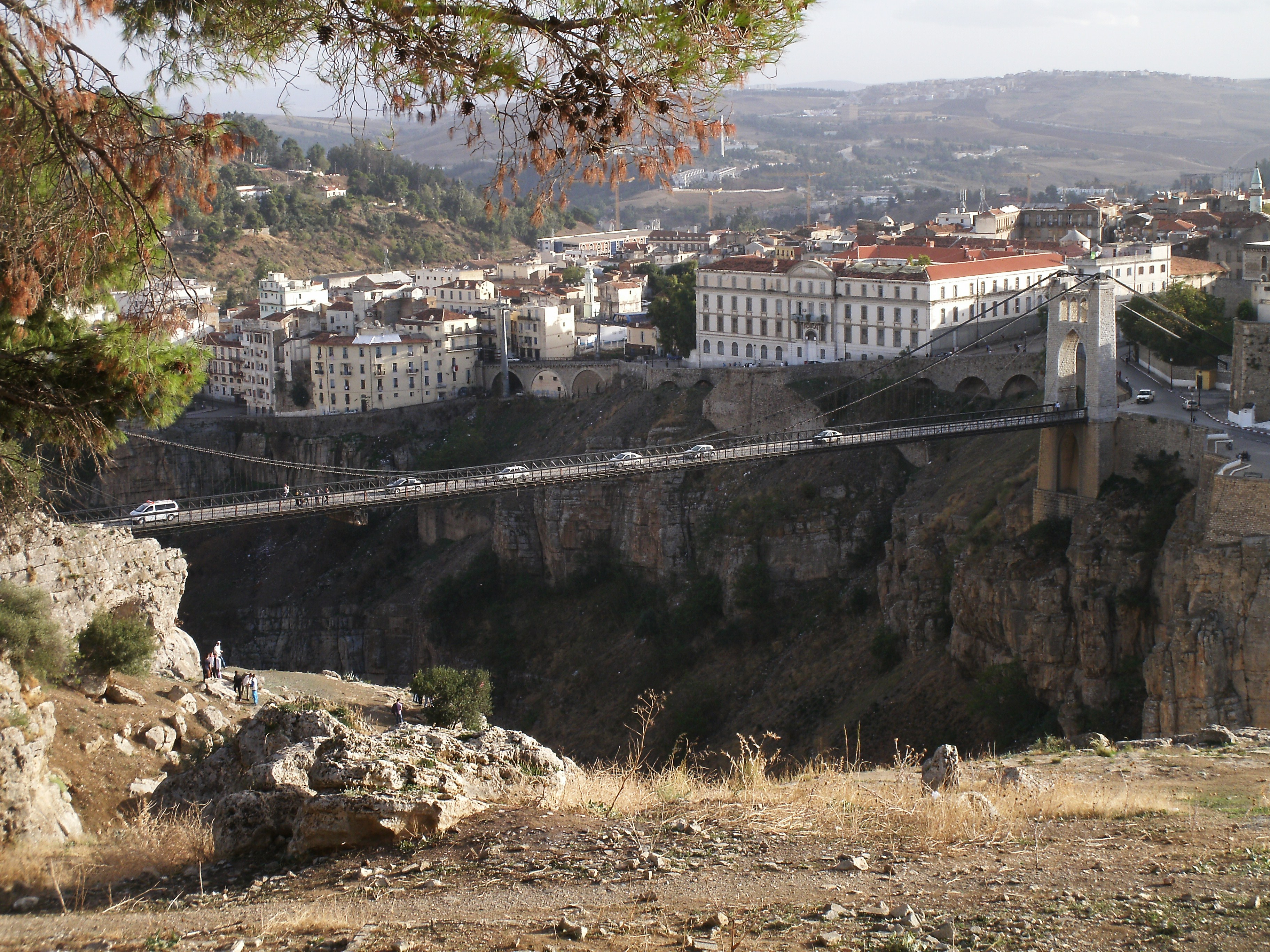
西迪麥克德橋
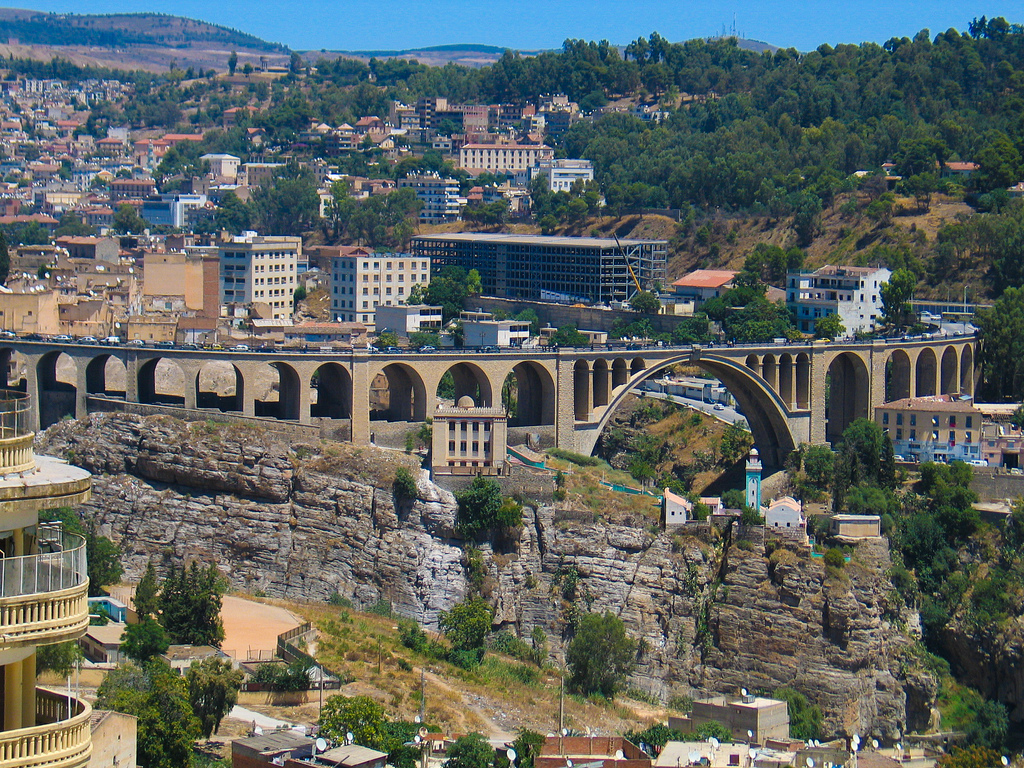
西迪拉希德橋
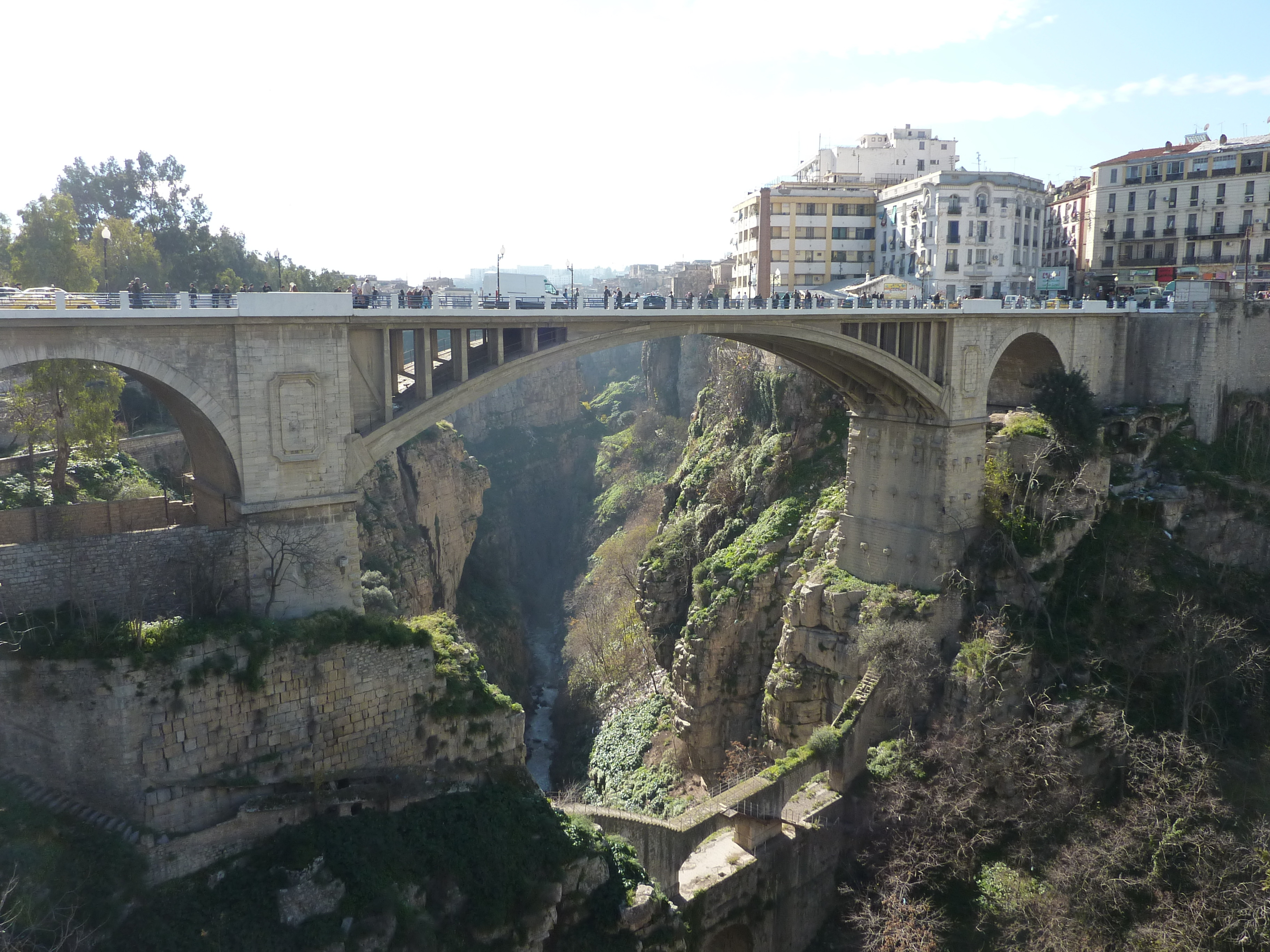
埃爾坎塔拉橋

## 友好城市
君士坦丁的友好城市有：
- 法國格勒诺布尔
- 突尼西亞苏塞

## 名人
- 克洛德·科昂-唐努德日，法国物理学家和诺贝尔奖获得者
- 哈西芭·布梅尔卡，阿尔及利亚田径运动员，1992年奥林匹克运动会金牌获得者

## 氣候
| 君士坦丁            | 君士坦丁    | 君士坦丁    | 君士坦丁    | 君士坦丁    | 君士坦丁    | 君士坦丁     | 君士坦丁     | 君士坦丁     | 君士坦丁     | 君士坦丁    | 君士坦丁    | 君士坦丁    | 君士坦丁      |
| 月份                | 1月         | 2月         | 3月         | 4月         | 5月         | 6月          | 7月          | 8月          | 9月          | 10月        | 11月        | 12月        | 全年          |
| ------------------- | ----------- | ----------- | ----------- | ----------- | ----------- | ------------ | ------------ | ------------ | ------------ | ----------- | ----------- | ----------- | ------------- |
| 历史最高温 °F（°C） | 78.8 (26.0) | 77.9 (25.5) | 82.8 (28.2) | 88.9 (31.6) | 94.1 (34.5) | 101.7 (38.7) | 112.1 (44.5) | 110.8 (43.8) | 102.2 (39.0) | 93.6 (34.2) | 84.4 (29.1) | 78.4 (25.8) | 112.1 (44.5)  |
| 平均高温 °F（°C）   | 56.1 (13.4) | 56.7 (13.7) | 60.4 (15.8) | 65.5 (18.6) | 73.2 (22.9) | 79.3 (26.3)  | 86.9 (30.5)  | 87.8 (31.0)  | 77.4 (25.2)  | 69.3 (20.7) | 61.0 (16.1) | 55.4 (13.0) | 69.1 (20.6)   |
| 平均低温 °F（°C）   | 38.3 (3.5)  | 38.8 (3.8)  | 40.5 (4.7)  | 44.6 (7.0)  | 52.7 (11.5) | 56.5 (13.6)  | 61.2 (16.2)  | 61.2 (16.2)  | 56.7 (13.7)  | 50.9 (10.5) | 45.3 (7.4)  | 38.1 (3.4)  | 48.7 (9.3)    |
| 历史最低温 °F（°C） | 14.5 (−9.7) | 17.1 (−8.3) | 23.4 (−4.8) | 32.5 (0.3)  | 39.6 (4.2)  | 40.8 (4.9)   | 43.0 (6.1)   | 42.8 (6.0)   | 39.6 (4.2)   | 31.8 (−0.1) | 26.8 (−2.9) | 14.9 (−9.5) | 14.5 (−9.7)   |
| 平均降水量 （mm）   | 2.46 (62.4) | 2.48 (62.9) | 1.80 (45.8) | 1.83 (46.5) | 1.14 (28.9) | 0.69 (17.4)  | 0.63 (16.1)  | 0.60 (15.3)  | 0.85 (21.6)  | 1.35 (34.2) | 2.05 (52.1) | 2.66 (67.5) | 18.48 (469.4) |
| [ 來源請求 ]        |             |             |             |             |             |              |              |              |              |             |             |             |               |